# Иозефсдорфская волость
Иозефсдорфская волость — это административно-территориальная единица, входившая в состав Бендерского уезда Бессарабской губернии.

## История
Иозефсдорфская волость была образована после 1870 года, из дочерних колоний и находилась к юго-западу от уездного города Бендеры. Включала следующие населенные пункты: 
- местечко Манзырь (Графиня) (Лесное),
- село Ганновка (Анновка),
- село Гинцбургдорф (нем. Ginzburgdorf) (Куруджийка) (Суховатое),
- село Гофнунгсдорф (нем. Hoffnungsdorf) (Минчуна) Слободка,
- волостное село Иозефсдорф (нем. Josefsdorf) (Иосифсдорф) (Плэчинта) (Плачинда),
- хутор Гофмана (Ламбровка) (Ласкариевка),
- село Матильдендорф (нем. Mathildendorf) (Сарацика - Сэрэцыка) (Матильдовка),
- село Ней-Тарутино (нем. Neu-Tarutino) (Новое Тарутино) (Анчокрак),
- село Новолейпциг (нем. Nowoleipzig),
- хутор Рейлинген (нем. Reulingen) (Рэйляны) (Юрьевка),
- село Арса (Ефимовка) (Евгеница) (Евгеновка),
- село Персияновка  (Персианка) (Евгеновка),
- село Арса Немецкая (Владимировка),
- село Арса Болгарская (Ровное),
- село Скрывановка (Старые Георгиены) (Георгиень Векь),
- село Алексеевка (Рухля) (Фынтынеле),
- село Стурзены (Кэрбуна) (Украинка),
- село Елизаветовка (Гуровое),
- село Ней-Кантемир (Зелёная Долина)
- село Кантемир (Подгорное),
- село Звёздочка (Стелуца),
- село Ней-Матильдендорф (нем. Neu-Mathildendorf) (Новая Сарацика) Новосёлка.